# Conus verdensis
Conus verdensis é uma espécie de gastrópode do gênero Conus, pertencente a família Conidae.